# Alberto Agnesi
Alberto Agnesi (Guadalajara, Jalisco, 21 de noviembre de 1977) es un actor y productor de teatro y cine mexicano. Comenzó su carrera actuando en la última telenovela de Ernesto Alonso llamada Barrera de amor, a partir de entonces se ha involucrado en distintos proyectos de televisión, cine y teatro, combinando sus dos facetas la de actor y la de productor.

## Filmografía

### Televisión
- Juegos interrumpidos (2024) - Luis Ortega
- Corazón guerrero (2022) - Milton
- Operación pacifico (2020) - Joaquin Bernal
- Doña Flor y sus dos maridos  (2019) - Atahualpa Madero
- La jefa del campeón  (2018) - Waldo Bravo
- Señora Acero (2014-2018) - Marcelo Dóriga Rosado
- Como dice el dicho (2013-2014) - El bacalao / En la cama y en la cárcel
- Jenni, la vida de una diva (2013) - Lupillo Rivera
- Mentir para vivir (2013) - Antonio Araujo
- Abismo de pasión (2012) - Enrique Tovar
- El Diez (2011) - Jorge Alberto Dumont
- Llena de amor (2010-2011) - André Silva
- Juro que te amo (2008-2009) - Renato Lazcano
- Lola, érase una vez (2007-2008) - Patrick Lubier
- Barrera de amor (2005-2006) - Daniel Romero
- Rebelde (2004) - Mesero

### Cine
- Luna de miel (2015) (Pablo) (Coestelar)
- El niño y el delfín (2014) (Joel) (Coestelar)
- La extinción de los dinosaurios (2014) (Luis) (Protagónico)
- 31 días (2013)
- Cabeza de Buda (2009)
- Amor Xtremo (2006)

### Teatro
- El ornitorrinco (2016)
- Filomena Marturano (2011)
- Cash (2011)
- Bizcochitos (2010)
- Huevo de Pascua (2007)

### Productor
- De las muertas (2016) cine
- Luna de miel (2015) Cine
- La monarquía casi perfecta  (2015) teatro
- Proyecto Chejov Vanya  (2013) teatro
- Nómadas  (2013) cine
- Cash  (2011) teatro
- Viernes de Ánimas  (2011) cine

## Premios y nominaciones

### Premios TVyNovelas
| Año  | Categoría                  | Telenovela       | Resultado |
| ---- | -------------------------- | ---------------- | --------- |
| 2013 | Mejor revelación masculina | Abismo de pasión | Nominado  |

### Premios Bravo
| Año  | Categoría                  | Telenovela       | Resultado |
| ---- | -------------------------- | ---------------- | --------- |
| 2013 | Mejor revelación masculina | Abismo de pasión | Ganador   |